# Teufelsbach (Rhynerscher Bach)
Der Teufelsbach, auch Ostfeldgraben und Freisker Bach, ist ein Nebenfluss des Rhynerschen Bachs. Der Bach fließt größtenteils auf dem Stadtgebiet von Hamm.

## Beschreibung
Der Teufelsbach entspringt bei Osterbönen in der Nähe der Kreuzung Am Heukamp/Opsener Straße (K43). Nach etwa dreihundert Metern durchfließt der Bach die etwa 400 m lange Teufelsschlucht. Die Mündung liegt, etwa 300 Meter nördlich der Wilhelm-Lange-Straße im Stadtbezirk Hamm-Pelkum. Der Bach fließt über fast den gesamten Lauf nordwärts, bevor er nach etwa vier Kilometern in den Rhynerschen Bach mündet.
Am Morgen des 9. April 1945 folgte, beim Einmarsch in Hamm von Altenbögge-Bönen aus, das 379. Regiment am Teufelsbach entlang vor. Dieser lag zum damaligen Zeitpunkt in einem Waldgebiet.
Zur „ökologischen Aufwertung des Teufelsbaches und somit der Schaffung eines naturnahen Lebensraumes sowie der Gliederung und Belebung der Landschaft“ ist im Landschaftsplan Hamm-Süd (Festsetzungen nach den §§ 24 bis 26 LG NRW) vorgesehen, ein Teilstück von maximal 450 Meter Länge und 20 Meter Breite, „zwischen der BAB A2 und einem namenlosen Wirtschaftsweg“, naturnah auszubauen. Für den Hochwasserschutz ist geplant im Unterlauf drei Ersatzauen zwischen K35n (Querung Teufelsbach) und BAB 2 anzulegen zur Entfesselung der Gewässerstrecken. Zudem wird der Bachverlauf nördlich der Autobahn soweit verändert, dass der Teufelsbach zukünftig nicht mehr direkt den Rhynerscher Bach erreicht, sondern in den Niedervöhdebach (Nebenfluss des Rhynerscher Bach) mündet.

## Zuflüsse
Der Teufelsbach hat vier größere Zuflüsse. Die Quellen der rechten, je etwa ein Kilometer langen Zuflüsse liegen am Renninghof im Hammer Stadtteil Freiske. Beide vereinigen sich etwa an Kilometer drei mit dem Teufelsbach. Der linke, etwa einen Kilometer lange Zufluss mündet etwa an Kilometer zwei. Die Quelle liegt am Niederfeld im Niedervöhdes - wo nach etwa dreihundert Metern eine dreihundert Meter lange Verbindung zum Niedervöhdebach besteht.